# 小行星29348
小行星29348（29348 Criswick）是一颗绕太阳运转的小行星，为主小行星带小行星。该小行星于1995年3月28日发现。

## 轨道参数
小行星29348的轨道半长轴为2.6090700 UA，离心率为0.143。